# Quilojoule por mol
Um quilojoule por mol é a relação entre a quantidade de energia (em quilojoule) por cada mol encontrada.
É uma unidade derivada do SI que corresponde a relação entre a quantidade de energia e a quantidade de material, sendo a energia medida em quilojoule (1000 joules) e quantidade de material em mol (6,02 • 1023 unidades de partículas: átomos, moléculas ou íons que constituem o material).
Quantidades físicas medidas em kJ mol-1:
- Entalpia de vaporização
- Entalpia de fusão
- Potencial de ionização